# Asianidia tenerifae
Asianidia tenerifae är en insektsart som först beskrevs av Lindberg 1936.  Asianidia tenerifae ingår i släktet Asianidia och familjen dvärgstritar. Inga underarter finns listade i Catalogue of Life.